# Chadi Hammami
Chadi Hammami (Sfax, 14 de junho de 1986) é um futebolista profissional tunisiano que atua como meia.

## Carreira
Chadi Hammami representou o elenco da Seleção Tunisiana de Futebol no Campeonato Africano das Nações de 2013.